# Hôpital St. Michael

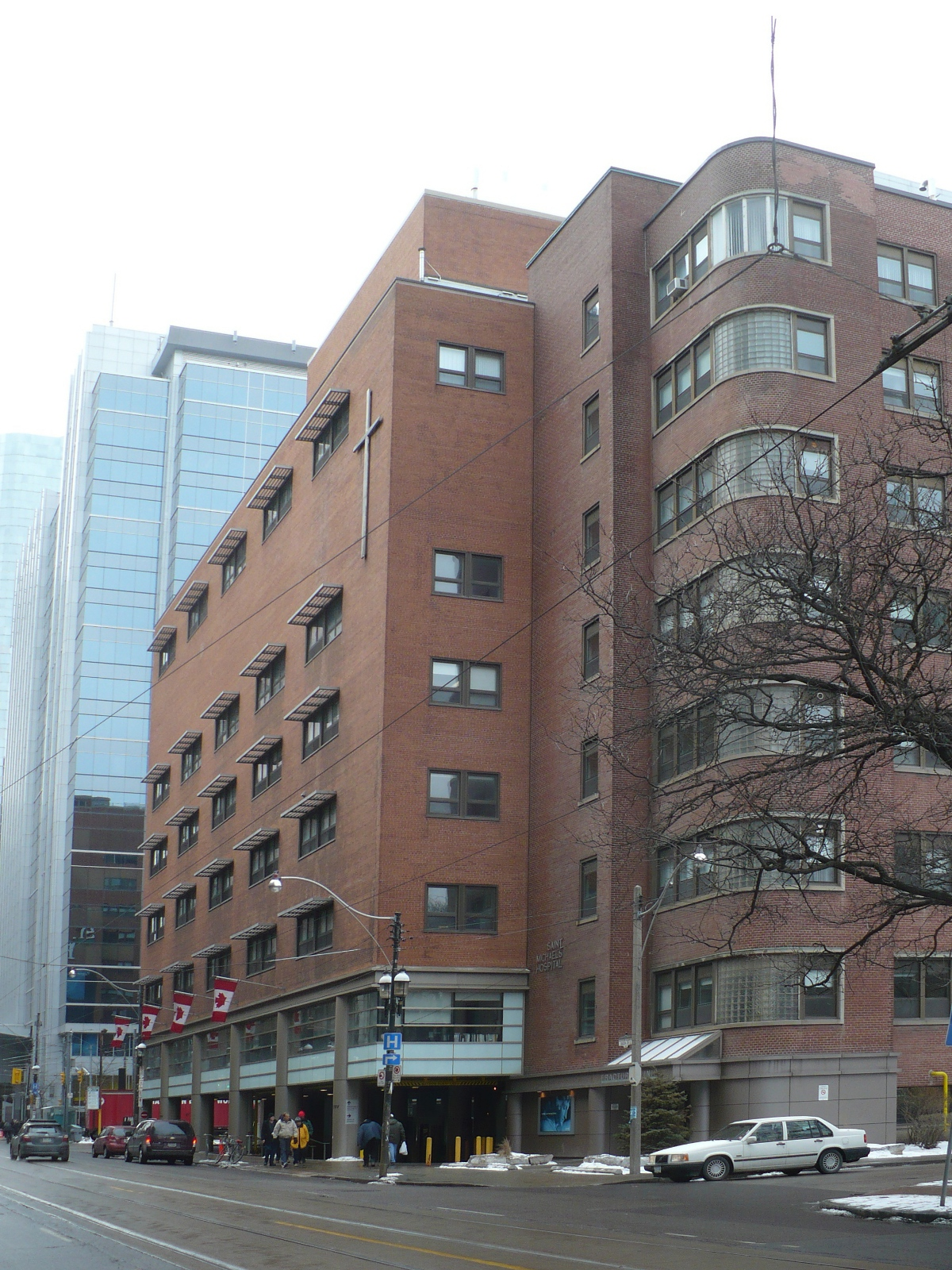
L'entrée de St. Michael du côté de la rue Queen

L'hôpital St. Michael est un centre hospitalier universitaire situé dans le centre-ville de Toronto dans la rue Queen et la rue Yonge, au Canada. Il a été fondé par les sœurs de Saint-Joseph en 1892, dans le but de venir en aide aux pauvres et personnes en difficulté.